# هنري ستانلي
هنري ستانلي (بالإنجليزية: Henry Stanley)‏ (20 أغسطس 1873 في المملكة المتحدة - 16 سبتمبر 1900) هو لاعب كريكت بريطاني (وحمل سابقاً جنسية المملكة المتحدة لبريطانيا العظمى وأيرلندا). لعب مع نادي مقاطعة سومرست للكريكت ‏ ونادي مارليبون للكريكت ‏.

## وصلات خارجية
- هنري ستانلي على موقع إي آس بي آن كريك إنفو (الإنجليزية)